# Apollinaris (eau)
Apollinaris est une eau minérale allemande naturellement pétillante, propriété de Coca-Cola. 

## Histoire

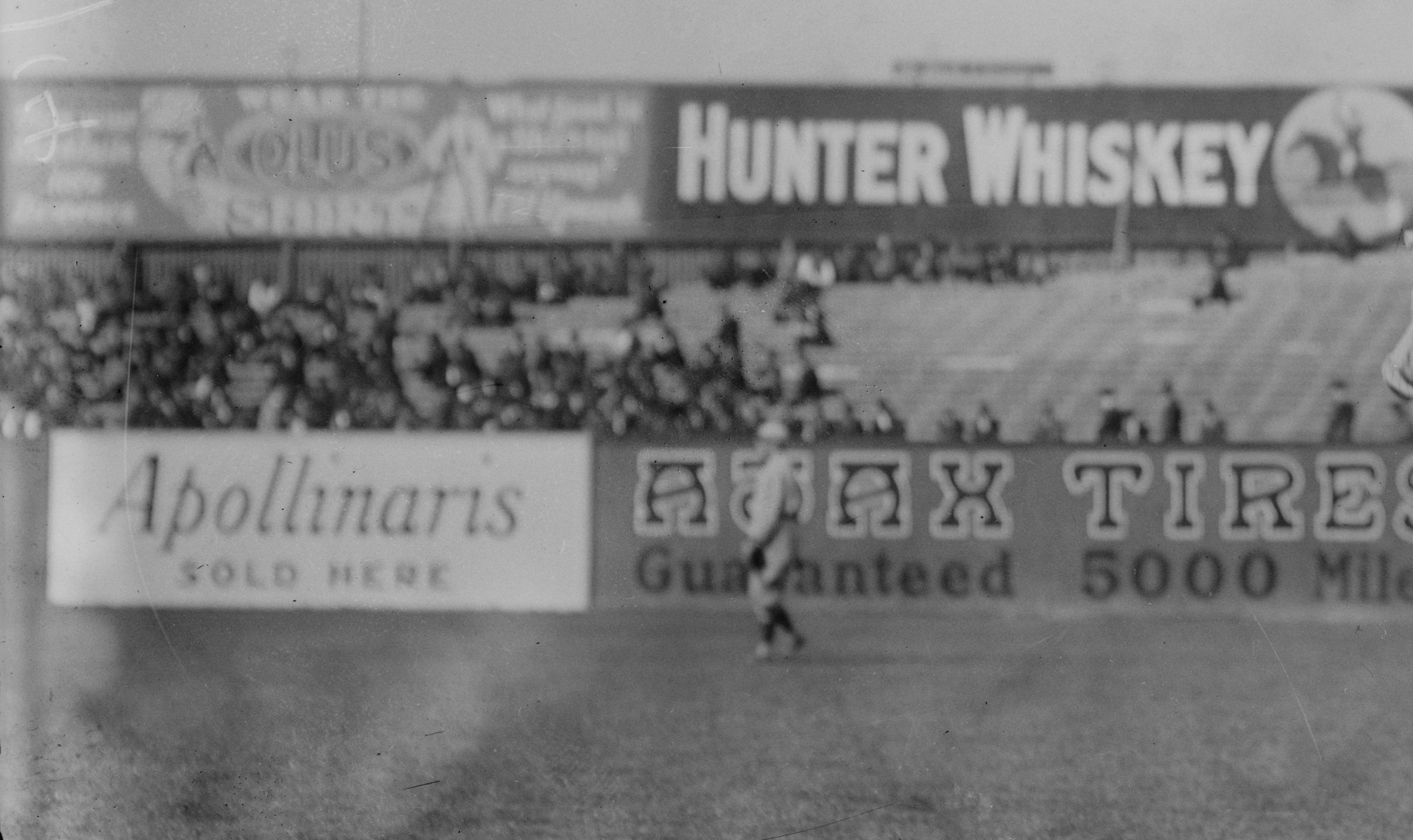
Publicité américaine de l'eau Apollinaris le long du mur d'un stade de baseball, vers 1914.

La source a été découverte par hasard en 1852 dans le vignoble de Georg Kreuzberg, à Bad Neuenahr, en Allemagne. Il l'a baptisée du nom de saint Apollinaire de Ravenne, un saint patron du vin. Le symbole du triangle rouge et le slogan « La reine des eaux de table » ont été adoptés en tant que marques de commerce en 1895. En 1913, la société produisait 40 millions de bouteilles par an, dont 90% étaient exportées dans le monde entier. 
Depuis le milieu des années 1930 et jusqu'en 1945, la société Apollinaris était contrôlée par Amt III (« troisième bureau »), une division du SS-Wirtschafts-Verwaltungshauptamt Amtsgruppe W, responsable de l'industrie alimentaire dans l'Allemagne nazie. Avec les eaux minérales Sudetenquell et Mattoni, Apollinaris était mis en bouteille à l'usine d'embouteillage de Rheinglassfabrik, également contrôlée par la SS. 
Aujourd'hui, la source et la marque Apollinaris appartiennent à Coca-Cola, qui l'a acquise de la multinationale Cadbury-Schweppes en 2006.